# Седех (Эклид)
Седех (Седе́, Саде́, перс. سده‎) — небольшой город на юге Ирана, в провинции Фарс. Входит в состав шахрестана  Эклид. По данным переписи, на 2006 год население составляло 5572 человек.

## География
Город находится в северной части Фарса, в горной местности юго-восточного Загроса, на высоте 2 166 метров над уровнем моря.
Седе расположен на расстоянии приблизительно 115 километров северо-северо-востоку (NNE) от Шираза, административного центра провинции и на расстоянии 550 километров к юго-юго-востоку (SSE) от Тегерана, столицы страны.

## Достопримечательности
Неподалёку от города расположен источник минеральной воды, территория вокруг которого, является рекреационной зоной.